# Läkemedelsverket
Läkemedelsverket (engelska: Swedish Medical Products Agency) (LV) är en svensk statlig förvaltningsmyndighet under Socialdepartementet, som ansvarar för godkännanden och tillsyn av läkemedel, naturläkemedel samt tillsyn av kosmetika och medicintekniska produkter. Läkemedelsverket är också tillstånds- och tillsynsmyndighet för hantering av narkotikaklassade läkemedel.
Läkemedelsverket bildades 1990 och tog då över verksamheten inom den 1971 bildade Socialstyrelsens läkemedelsavdelning i Uppsala.
Uppdraget är att se till att den enskilda patienten, hälso- och sjukvården samt djursjukvården får tillgång till säkra och effektiva produkter och att dessa används ändamålsenligt och kostnadseffektivt. Läkemedelsverket ansvarar för nationell läkemedelsupplysning samt för Giftinformationscentralen.
Verksamheten är i huvudsak avgiftsfinansierad. På Läkemedelsverket arbetar knappt 1000 personer, främst farmaceuter och läkare. Läkemedelsverket arbetar tillsammans med bland andra Europeiska läkemedelsmyndigheten (EMA) för den europeiska produktkontrollen. 
Läkemedelsverket ger ut Läkemedelsboken samt svarar för söktjänsten "Läkemedelsfakta" för godkända läkemedel.
Myndigheten är från 1 oktober 2022 beredskapsmyndighet och ingår i beredskapssektorn hälsa, vård och omsorg.

## Utfärdande av apotekstillstånd
Läkemedelsverket bedömer ansökningar och utfärdar apotekstillstånd för detaljhandel med läkemedel till konsument, inklusive försäljning över internet.

## Generaldirektörer
- 1990–1999: Kjell Strandberg
- 1999–2008: Gunnar Alván
- 2008–2014: Christina Rångemark Åkerman
- 2014–2020: Catarina Andersson Forsman
- 2020–2021: Joakim Brandberg (vikarie från 1 oktober[4])
- 2021–2024: Björn Eriksson[5]
- 2024–2025: Joakim Brandberg (vikarie från 15 augusti)
- 2025-: Ann Lindberg

## Kritik
Riksrevisionen publicerade 2016 en granskningsrapport där man granskar hur staten (regeringen, Läkemedelsverket, Socialstyrelsen och Statens beredning för medicinsk och social utvärdering) hanterar läkemedelsindustrins inflytande över statlig läkemedelskontroll och kunskapsstyrning. Riksrevisionen riktar i sin granskning skarp kritik mot Läkemedelsverket för brister på flera punkter. Läkemedelsverket har dock påpekat att flera av slutsatserna baserades på påståenden som saknar sakligt stöd. Även regeringen avvisade stora delar av Riksrevisionens kritik.

## Läkemedelsverkets uppgifter i krig
Myndigheten ansvarar för att godkänna, ge tillstånd och övervaka läkemedel samt medicintekniska produkter, och säkerställer att dessa är säkra och lämpliga för användning.
Under krissituationer och vid höjd beredskap har Läkemedelsverket följande uppgifter:
Samordning inom hälso- och sjukvården: Säkerställa en struktur för samordning mellan aktörer inom hälso- och sjukvården samt försörjningskedjan för läkemedel. Detta inkluderar att ta fram lägesbilder över kritiska eller potentiellt kritiska bristsituationer.
Stöd till andra myndigheter: Stödja Socialstyrelsen och Folkhälsomyndigheten i beredskapsplanering på läkemedelsområdet.
Tillverkningsberedskap: Arbeta för att stärka Sveriges kapacitet att producera särskilt kritiska sjukvårdsprodukter genom inhemsk eller nordisk tillverkning. Detta innefattar att analysera sårbarheter i försörjningskedjan och säkerställa tillgången till viktiga läkemedel vid kris eller krig.
Genom dessa åtgärder bidrar Läkemedelsverket till att upprätthålla en robust läkemedelsförsörjning och medicinteknisk tillgång under krig och höjd beredskap, vilket är avgörande för att säkerställa hälso- och sjukvårdens funktionalitet i sådana situationer.
Tillgången till läkemedel och medicintekniska produkter är starkt beroende av global efterfrågan, produktion, distribution och rörlighet. Vid en kris kan efterfrågan på specifika läkemedel och produkter öka dramatiskt samtidigt som tillgången kan minska, vilket gör försörjningskedjan känslig för störningar. Om länder med stor läkemedelsproduktion drabbas av exempelvis en omfattande smitta kan det påverka både produktionskapaciteten och distributionen negativt. Dessutom kan politiska åtgärder som exportrestriktioner och sanktioner förvärra situationen och skapa ytterligare sårbarheter. Läkemedelsverket övervakar den säkerhetspolitiska utvecklingen i Sveriges närområde och identifierar både direkta och indirekta riskfaktorer som kan påverka försörjningen. Dessa inkluderar elförsörjning, produktionsavbrott, tillgång till viktiga delkomponenter, kemikalier och miljöfaktorer. Genom denna övervakning arbetar Läkemedelsverket för att stärka Sveriges läkemedelsförsörjning och minska känsligheten för störningar i kristider.